# Zkáza Pompejí
Zkáza Pompejí (německy Der Untergang von Pompeji, anglicky The Downfall of Pompeii) je desková hra, jejímž autorem je německý autor her Klaus-Jürgen Wrede. V roce 2006 byla americkým herním časopisem Games, v rámci ankety Games 100, vyhodnocena jako nejlepší rodinná hra.
Hra se odehrává krátkou dobu před tím, než sopka Vesuv zničila římské město Pompeje. Každý z hráčů musí zachránit co nejvíce svých figurek před zaplavením lávou. Hráči se snaží nejen zachránit své figurky, ale na hrací plán umísťují políčka lávy a tím škodí soupeřům. Hra v současné době není přeložena do češtiny.